# Коннерсвилл
Коннерсвилл (англ. Connersville) — единственный город в округе Фейетт (штат Индиана), в США. Находится в 114 км на юг от Индианаполиса и на расстоянии 699 км от столицы США Вашингтона. Город назван в честь поселенца Джона Коннера, старшего брата политика Индианы XIX века Уильяма Коннера.

## Население
Население Коннерсвилла на 2016 год составляло 12 949 жителей. Плотность населения города 670,4/км². Около 55 % населения округа Фейетт живёт в Коннерсвилле.

## География
Площадь города составляет 2 011 гектаров. Город расположен на высоте 259 метров над уровнем моря. Большая часть города расположена на северном берегу реки Уайтуотер.
Климат — влажный континентальный.